# Agabus elongatus
Agabus elongatus är en skalbaggsart som först beskrevs av Leonard Gyllenhaal 1826.  Agabus elongatus ingår i släktet Agabus och familjen dykare. Arten är reproducerande i Sverige. Inga underarter finns listade i Catalogue of Life.